# Federico Franco
Luis Federico Franco Gómez (Asunción, 23 de juliol de 1962), és un polític i metge cirurgià, que fou vicepresident del Paraguai entre el 15 d'agost de 2008 i el 23 de juny de 2012 i va tornar a ser-ho a partir d'aleshores, després de la destitució de Fernando Lugo.
Abans d'assumir la vicepresidència també va ocupar el càrrec de governador del Departament Central, en el període comprès entre 2003 - 2008, però va renunciar a finals de l'any 2007 per poder realitzar la seva campanya política per tal d'arribar al poder, juntament amb el seu company de fórmula, Fernando Lugo, que, per aquell temps, aspirava a la presidència. Franco pertany al Partit Liberal Radical Autèntic, el segon partit polític més gran del Paraguai. Va arribar al poder gràcies a una coalició conformada per diversos partits polítics, moviments i sectors socials, anomenada Aliança Patriòtica per al Canvi, que té com a major aliat al seu partit.

## Biografia

### Estudis i família
Federico Franco va néixer a la ciutat d'Asunción, el 27 de juliol de 1962, va contreure matrimoni el 20 de febrer de 1982 amb Emilia Alfaro, electa diputada de la nació pel període 2008 - 2013. És pare de quatre fills: Luis Federico Franco, comptador; Claudia Vanessa, qui estudia administració d'empreses i està al capdavant de la petita empresa familiar, que és una impremta; Iván Alejandro, estudia enginyeria electromecànica; i Enzo Sebastián, que és al primer any de la mitjana.
Franco va cursar estudis primaris a l'Escola República Dominicana, el seu nivell bàsic el va realitzar en el Col·legi Nacional de la Capital, i els seus estudis secundaris els va portar a terme en el Col·legi Apostòlic Sant Josep, tots en Assumpció.
Quant al nivell terciari, somiava en ser Metge. Tant és així que va ingressar a la Facultat de Ciències Mèdiques de la Universitat Nacional d'Asunción. En culminar la carrera a 1986 va rebre el títol de Mèdic Cirurgià, amb una mitjana general de 4,56 de 5,00. Després va fer un postgrau en medicina interna.

### Trajectòria mèdica
La família Franco posseeix un sanatori a la ciutat de Fernando de la Mora, (Sanatori Franco), pertanyent ell i els seus germans, on treballen des de la seva creació. Durant el període 1990 - 1991 va exercir com a cap d'interns i de residents 1CCM Hospital de Clíniques (HC), també com a cap de guàrdia d'urgència, 1CCM (HC). Va ser instructor de semiologia mèdica (1991 - 1992); cap de guàrdia de l'Hospital Nacional (1994 - 1996) i cap de residents de medicina interna del mateix lloc. A més, va ser cap de sala de Clínica Mèdica de l'Hospital Nacional i Cap de sala de cardiologia del mateix hospital. El 24 de juny de 1991 va ser membre de la Societat Paraguaiana de Medicina Interna. Va fer la presentació del tema Síndrome d'Anticòs antifosfolípid Primari, dut a terme al Saló Auditori de la 3 CCM de l'HC, i va ser membre de la Comissió Directiva de la Societat Paraguaiana de Medicina Interna.